# Gare de Budafok
La gare de Budafok (hongrois : Budafok megállóhely, prononcé [ˈbudɒfok ˈmɛgaːlːoːhɛj]) est une gare ferroviaire secondaire de Budapest.